# Edward Sutor
Edward Sutor (ur. 17 kwietnia 1917, zm. 1 stycznia 1984) – artysta rzeźbiarz; mieszkał i tworzył w Nowym Targu.

## Biografia
Pochodził z rodziny wielodzietnej. Po ukończeniu szkoły podstawowej wyczynowo uprawiał sport. W roku 1940 został wywieziony na przymusowe roboty do Niemiec, potem do obozu koncentracyjnego. Wrócił okaleczony psychicznie, straciwszy całkowicie pamięć. Był w stanie wypowiadać jedynie pojedyncze słowa. Opiekowała się nim siostra. Zaczął rzeźbić w 1958 roku. Prace w drewnie i kamieniu, wykonywane prymitywnymi narzędziami, wyobrażają więźniów i oprawców. Wyrzeźbione postaci mają wyraźnie zaznaczone cechy seksualne, są zdeformowane i okaleczone. W chwilach lepszego samopoczucia rzeźbił tancerki i akrobatki, siebie oraz siostrę.
Prace Edwarda Sutora znajdują się w zbiorach Muzeum Tatrzańskiego w Zakopanem, Muzeum Podhalańskim w Nowym Targu, Państwowym Muzeum Etnograficznym w Warszawie, a także kolekcjach prywatnych.
Aleksander Jackowski pisał o nim: „Życie Edwarda Sutora ma dwa odrębne oblicza. Młodość, pierwsze zainteresowania szkolne egzotyką, mitologią, kulturą Azteków i – dramatyczna przerwa, wojna, straszliwe bicie; zostaje odarty ze wszystkiego: świadomości, pamięci, człowieczeństwa. Ludzki nieszczęsny strzęp. Powoli rekonstruuje siebie przez rzeźby, w nich wracają reminiscencje chłopięcych zainteresowań, powstaje świat nieprzenikniony: głów, totemów (?), tancerek, konwulsyjnych postaci. Przerażajace wspomnienia obozu, rekonstruowane, jak? Czy tylko z punktu widzenia ofiary? Czy i oprawcy? Teatr?? Palenie, wieszanie, ekshumacja. Nie chciał o tym mówić. Nie chciał pozbywać się rzeźb. W nich było to, co zachował w życiu z siebie, z pamięci. Pod wpływem leków zrobił się łagodny, spokojny. Lawa pozostała w środku..”

## Wystawy
Rzeźby artysty pokazano po raz pierwszy w nowotarskim Powiatowym Domu Kultury w marcu 1970, następnie jego prace nabyło Muzeum Tatrzańskie, zakupując jego prace i organizując dalsze wystawy w Zakopanem, Krakowie, Warszawie. Rzeźby Sutora reprezentowały Podhale na wystawie folklorystycznej w Gera, Starej Lubowli, a także w Baltimore. Wiele obiektów zostało zakupionych przez muzea. Największa kolekcja 289 rzeźb Edwarda Sutora znajduje się w Muzeum Podhalańskim w Nowym Targu. Zostały one zakupione od siostry artysty przez Urząd Miasta i przekazane w depozyt muzeum. W 2008 roku powstała wirtualna galeria prac artysty. Jego rzeźby zaprezentowała poznańska galeria "Tak". Wystawa została zatytułowana "Res sacra miser". Towarzyszył jej bogato ilustrowany katalog.
29 stycznia 2010 r. w Ratuszu Miejskim w Nowym Targu otwarto wystawę rzeźb Edwarda Sutora. Wystawa była prezentowana na piętrze, gdzie mieści się Muzeum Podhalańskie im. Czesława Pajerskiego. Podczas wystawy odbyła się z udziałem rodziny Sutora promocja katlogu "Edward Sutor, Rzeźby", który stanowi dotychczas najpełniejszy zbiór fotografii rzeźb nowotarskiego Nikifora. Katalog został wydany przez burmistrza miasta Marka Fryźlewicza. Równocześnie 59 rzeźb artysty wystawiło Muzeum Sztuki Ludowej w Otrębusach.
Dotychczasowe wystawy i prezentacje rzeźb Edwarda Sutora:
- pierwsza wystawa rzeźb Edwarda Sutora, Powiatowy Dom Kultury w Nowym Targu, marzec 1970 r.
- Muzeum Tatrzańskie, Zakopane czerwiec 1970 r.
- Oddział Stowarzyszenia Historyków Sztuki w Krakowie, grudzień 1970 r. (organizowana przez Muzeum Tatrzańskie)
- "Inni" Towarzystwo Przyjaciół Sztuk Pięknych, Warszawa, maj 1971 r.( organizowana przez Muzeum Tatrzańskie)
- "Rzeźby Edwarda Sutora", Powiatowy Dom Kultury w Nowym Targu, czerwiec 1972 r.
- "Rzeźby Edwarda Sutora z Nowego Targu", Muzeum Tatrzańskie w Biurze Wystaw Artystycznych w Zakopanem, grudzień 1972 r.
- „Rzeźby Edwarda Sutora”, Ratusz, Nowym Targ, sierpień – wrzesień 1986 r.
- „Edward Sutor – rzeźby”, Muzeum Podhalańskie PTTK Nowym Targ, 1988 r.
- Wystawa sztuki naiwnej, Euroregion Tatry, Stara Lubowla, Słowacja, maj – czerwiec 1996 r
- „Rzeźba Edwarda Sutora”, Muzeum Okręgowe w Sączu, Muzeum Nikifora w Krynicy, lipiec – sierpień 1996 r.
- „Świat rzeźb Edwarda Sutora” - Tatrzański Klub Kolekcjonerów, Zakopane, lipiec 1996 r.
- Galeria Art Naif, Kraków, 1998 r., 2004 r.
- Instalacja I – Sutor, spektakl Teatru KTO z Krakowa, czerwiec – lipiec 1999 r. przedstawienie prezentowano na festiwalach:
  - FETA 1999 – Gdańsk
  - XVII Międzynarodowy Festiwal Teatru Ulicznego – Jelenia Góra
  - Sztuka Ulicy 1999 – Warszawa „O Maskę Pierrota” - Chojnice 1999
  - Międzynarodowy Festiwal Teatrów Ulicznych - Kraków
- „Edward Sutor – rzeźba”, Muzeum Podhalańskie PTTK w Nowym Targu, lipiec – październik 2003 r.
- „Nikifor i inni. Polscy twórcy z kręgu Art Brut”, Pałac Sztuki, Kraków, listopad – grudzień 2004 r.
- „Nikifor – Sutor” z cyklu artyści pogranicza, Euroregion Tatry, Nowym Targ, lipiec 2007 r.
- "Edward Sutor Res sacra miser", Galeria Tak, Poznań, październik 2008 r.
- wirtualna galeria rzeźb Edwarda Sutora 2008 r. www.nowytarg.pl/sutor
- Edward Sutor, rzeźby, Muzeum Sztuki Ludowej w Otrębusach, 2009/2010 r.
- Edward Sutor, Rzeźby, Muzeum Podhalańskie im. Czesława Pajerskiego w Nowym Targu, 2010 r.
- Rzeźby Edwarda Sutora, Duża Galeria, Miejski Ośrodek Kultury w Gnieźnie, 2014 r.
- Wystawa rzeźb Edwarda Sutora w stulecie urodzin artysty pt. "Szukający głowy" w Nowym Targu, 2017 r.

W 1987 r. Krzysztof Jaśkiewicz nakręcił film dokumentalny „Świat według Sutora”
Etiudę filmową z udziałem Edwarda Sutora nakręcił też Tomasz Magierski
Podano za katalogiem Edward Sutor, Rzeźby, Nowy Targ 2009 r.